# 벨로야르스키 (한티만시 자치구)

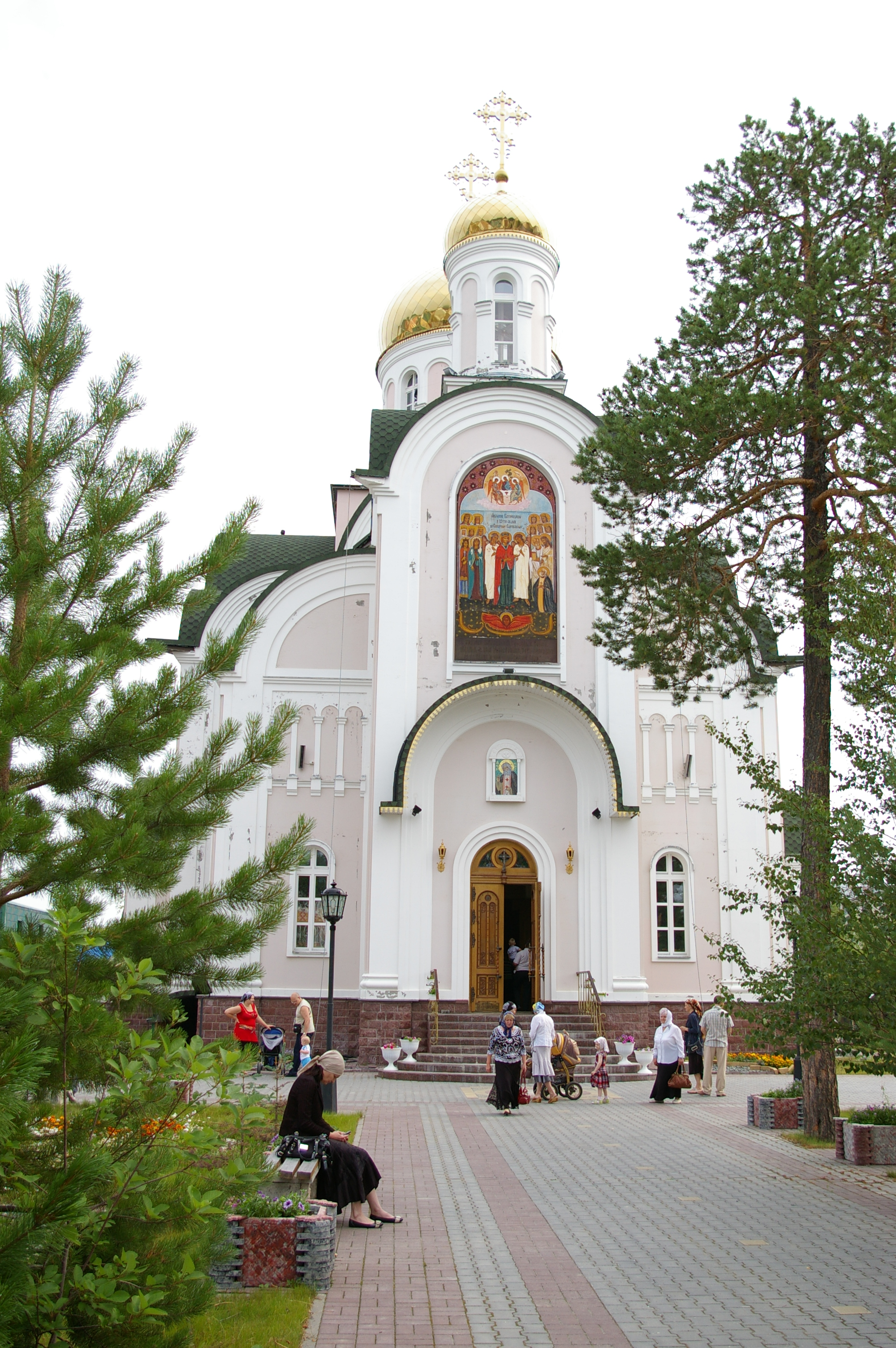

벨로야르스키(러시아어: Белоярский, 한티어: Нуви сӑңхум)는 러시아 한티만시 자치구 벨로야르스키군에 위치한 도시로, 오비강의 지류인 카짐강가에 자리잡고 있으며 주도 한티만시스크 시의 북서쪽에 있다. 인구는 2010년 조사 기준 20,283명. 도시의 경제는 석유와 천연가스 시추에 기반한다.

## 같이 보기
- 시베리아 우발리